# Liste der Baudenkmäler in Weilbach (Bayern)
Auf dieser Seite sind die Baudenkmäler in dem unterfränkischen Markt Weilbach zusammengestellt. Diese Tabelle ist eine Teilliste der Liste der Baudenkmäler in Bayern. Grundlage ist die Bayerische Denkmalliste, die auf Basis des Bayerischen Denkmalschutzgesetzes vom 1. Oktober 1973 erstmals erstellt wurde und seither durch das Bayerische Landesamt für Denkmalpflege geführt wird. Die folgenden Angaben ersetzen nicht die rechtsverbindliche Auskunft der Denkmalschutzbehörde.
 Diese Liste gibt den Fortschreibungsstand vom 15. April 2020 wieder und enthält 32 Baudenkmäler.
In dieser Kartenansicht sind Baudenkmäler ohne Koordinaten mit einem roten bzw. orangen Marker dargestellt und können in der Karte gesetzt werden. Baudenkmäler ohne Bild sind mit einem blauen bzw. roten Marker gekennzeichnet, Baudenkmäler mit Bild mit einem grünen bzw. orangen Marker.

## Baudenkmäler nach Gemeindeteilen

### Weilbach
| Lage                                       | Objekt                                                   | Beschreibung | Akten-Nr.     | Bild           |
| ------------------------------------------ | -------------------------------------------------------- | --- | ------------- | -------------- |
| Alte Reuenthaler Straße (Standort)         | Bildstock                                                | Pfeiler mit Kreuzdachgehäuse, Sandstein, bezeichnet 1718 | D-6-76-165-20 | BW             |
| Am Bildstock (Standort)                    | Bildstock                                                | mit Reliefaufsatz 'Flucht nach Ägypten', Sandstein, bezeichnet 1718, Kopie Ende 20. Jahrhundert | D-6-76-165-24 | BW             |
| Am Kindergarten 3 (Standort)               | Ökonomiegebäude                                          | eingeschossiger Fachwerkbau mit Satteldach, Sandsteinbau mit Rundbogentür und Sandsteinschiebefenster, bezeichnet 1589 | D-6-76-165-5  | BW             |
| Am Marktplatz (Standort)                   | Brunnen                                                  | Laufbrunnen bestehend aus rechteckigem Trog, Sandstein, bezeichnet 1853 und dahinter stehendem profiliertem Brunnenpfeiler über achteckigem Grundriss mit drei Röhren, Sandstein, 19. Jahrhundert Der reliefierte Würfelaufsatz mit Haubendach wohl ursprünglich Teil eines Bildstocks, Sandstein, 18. Jahrhundert Reliefs: Hl. Trinität / Hl. Paulus / Pietà / Hl. Petrus | D-6-76-165-16 | Brunnen        |
| Am Talgraben; Kreisstraße MIL 6 (Standort) | Bildstock                                                | Bildpfeiler mit Reliefaufsatz 'Kreuzfall', Sandstein bezeichnet 1907 und Blechdach, der Aufsatz Ende 20. Jahrhundert | D-6-76-165-18 | Bildstock      |
| Gotthardsberg (Standort)                   | Kirchenruine                                             | Ehemalige Kirche eines Zisterzienserinnenklosters auf dem Gotthardsberg, Gründung im 12. Jahrhundert, Zerstörung im Bauernkrieg 1525, Wiederaufbau 1628–1631, erneute Zerstörung durch Blitzschlag 1698 und 1714, Überdachung der Ruine 1956, dreischiffige Pfeilerbasilika mit eingezogenem Rechteckchor, Treppenturm und Sakristeianbau, Bruchsteinmauerwerk mit Putzresten, Werksteinrahmungen und -kanten, zwei Pfeilerarkaden, romanisch, 12. Jahrhundert, die Außenwände und der eingezogene gotisierende Rechteckchor mit Maßwerkfenstern, nachgotisch, 1628–1631, Renaissanceportal, bezeichnet 1629 | D-6-76-112-80 | weitere Bilder |
| Hartungsstraße (Standort)                  | Bildstock                                                | mit Reliefaufsatz, Sandstein, bezeichnet 1683, Reliefaufsatz mit Pietà, Sandstein 1986 | D-6-76-165-22 | BW             |
| Hartungsstraße 14 (Standort)               | Bildstock                                                | mit Reliefaufsatz 'Hl. Blut-Wunder', Sandstein, bezeichnet 1712 | D-6-76-165-21 | BW             |
| Hauptstraße 2; Hauptstraße 1 (Standort)    | Ehemalige Mühle                                          | Ehemalige Mühle; jetzt Wohnhaussüdlicher Altbau, zweigeschossiger traufständiger Satteldachbau mit verschiefertem Fachwerkobergeschoss und Fachwerkzwerchhaus, Erdgeschoss mit renaissancezeitlichem Sitznischenportal, Wappenkartusche und zweitverwendeten figürlichen Konsolsteinen, Sandstein, 1585; nördliche Erweiterung, dreigeschossiger traufständiger Satteldachbau mit verschieferten Fachwerkobergeschossen zwischen geschweiften Brandgiebeln und breitem Zwerchhaus mit Zierfachwerk, Erdgeschoss mit Werksteingewänden, Neorenaissance, Ende 19. Jahrhundert                                  | D-6-76-165-3  | BW             |
| Hauptstraße 42 (Standort)                  | Bauernhaus                                               | zweigeschossiges verputztes Fachwerkhaus mit Halbwalmdach, hohem Kellersockel und Freitreppe, giebelständig in zurückgesetzter Hoflage, bezeichnet 1589 | D-6-76-165-6  | BW             |
| Hauptstraße 64 (Standort)                  | Pfarrhaus                                                | zweigeschossiger Mansardwalmdachbau über hohem Kellersockel, Pfarrhaus, Sandstein, 1768 | D-6-76-165-7  | BW             |
| Hauptstraße 65 (Standort)                  | Katholische Pfarrkirche St. Johannes ante portam latinam | hochgelegener rechteckiger Saalbau mit eingezogenem dreiseitig geschlossenem Chor und Satteldach, der halb vorgezogene Turm über quadratischem Grundriß mit dem Portal und den seitlichen Langhausgiebeln mit Werksteingliederungen als Schaufassade gestaltet, die verschieferte Turmhaube mit geschweifter Laterne, Sandstein, frühklassizistisch, bezeichnet 1789; mit Ausstattung | D-6-76-165-8  | BW             |
| Hauptstraße 66 (Standort)                  | Wohnhaus                                                 | zweigeschossiger giebelständiger Satteldachbau mit Fachwerkobergeschoss, bezeichnet 1600, Erdgeschoss verändert | D-6-76-165-10 | weitere Bilder |
| Hauptstraße 67 (Standort)                  | Bildstock                                                | Säule mit Reliefaufsatz 'Pietà, Kruzifix und Engelsköpfe, Sandstein, bezeichnet 1682, erneuert 1985 | D-6-76-165-9  | weitere Bilder |
| Hauptstraße 67 (Standort)                  | Ehemalige Schule                                         | jetzt Pfarrsaal, zum höher gelegenen Kirchhof zweigeschossig, in den Straßenraum als dreigeschossiger Halbwalmdachbau vortretend, Sandstein, 2. Hälfte 18. Jahrhundert Erdgeschossarkaden durch Umbau im 20. Jahrhundert | D-6-76-165-11 | BW             |
| Hauptstraße 69 a (Standort)                | Wohnhaus                                                 | zweigeschossiger giebelständiger Krüppelwalmdachbau über hohem Kellersockel, 1631 | D-6-76-165-12 | Wohnhaus       |
| Hauptstraße 70 (Standort)                  | Wohnhaus                                                 | giebelständiger zweigeschossiger Satteldachbau mit verputztem Fachwerkobergeschoss, bezeichnet 1689. Das Erdgeschoss verändert. Zur Straßenfassade vorgehängtes Glashäuschen mit Madonna, 19. Jahrhundert | D-6-76-165-13 | BW             |
| Hauptstraße 73 (Standort)                  | Bildstock                                                | monolithischer Nischenbildstock mit Tonnendach und Kugelbekrönung und Ritzzeichen am Pfeilerschaft, Sandstein, 16. Jahrhundert | D-6-76-165-15 | Bildstock      |
| Nähe Hartungsstraße (Standort)             | Wegkreuz                                                 | Sandstein, 1860 | D-6-76-165-23 | BW             |
| Nähe Hauptstraße (Standort)                | Heiligenfigur                                            | Madonna mit Kind, Kopie eines 1945 zerstörten Originals von 1775 auf erhaltenem Ende 19. Jahrhundert überarbeiteten Postaments, Sandstein 1957 | D-6-76-165-17 | weitere Bilder |
| Nähe Hauptstraße (Standort)                | Wegkreuz mit Corpus                                      | Sandstein, neugotisch, Mitte 19. Jahrhundert | D-6-76-165-14 | BW             |
| Nähe Reuenthaler Straße (Standort)         | Friedhofskreuz mit Corpus                                | Sandstein, 18. Jahrhundert, Sockel erneuert | D-6-76-165-32 | BW             |
| Ohrenbach; Vordere Halle (Standort)        | Brücke                                                   | Rundbogenbrücke mit niedriger eisenverklammerter Mauerbrüstung, Sandsteinquader, Mitte 19. Jahrhundert | D-6-76-165-33 | BW             |

### Eisenhammer
| Lage                               | Objekt           | Beschreibung | Akten-Nr.    | Bild     |
| ---------------------------------- | ---------------- | --- | ------------ | -------- |
| Breitendieler Straße 18 (Standort) | Wohnhaus         | Walmdachbau, zweigeschossig mit Mezzanin-Dachgeschoss über hohem Kellersockel, Rotsandsteinquader mit sparsamen Werksteingliederungen, um 1850/60 | D-6-76-165-1 | Wohnhaus |
| Breitendieler Straße 19 (Standort) | Fabrikantenvilla | Herrenhaus des ehemaligen Hammerwerks, zweigeschossiger Putzbau mit Werksteingliederungen, der Südseite des dreigeschossigen Mittelbaus mit Mezzaningeschoß eine zweigeschossige Säulenstellung mit Balkon vorgesetzt, der Mittelteil mit Schiefer-Walmdach und verschiefertem Dachreiter mit flacher Haube, klassizistisch, 1822, die seitlichen Gebäudeteile mit jüngerem verschiefertem Mansardwalmdach und neobarocken Giebelgauben, um 1900 | D-6-76-165-2 | BW       |

### Gönz
| Lage                  | Objekt                             | Beschreibung | Akten-Nr.     | Bild |
| --------------------- | ---------------------------------- | --- | ------------- | ---- |
| Gönz 1 (Standort)     | Katholische Filialkirche St. Vitus | Saalbau mit dreiseitigem Chorschluss, unverputzter Sandsteinbau mit Werksteinrahmungen, verschiefertes Krüppelwalmdach, Dachreiter mit verschieferter Zwiebelhaube, bezeichnet 1787; mit Ausstattung | D-6-76-165-25 | BW   |
| Steigacker (Standort) | Bildstock                          | Pfeiler und Nischengehäuse mit Satteldach, monolithischer Sandstein, bezeichnet 1662 | D-6-76-165-26 | BW   |

### Reuenthal
| Lage                   | Objekt      | Beschreibung | Akten-Nr.     | Bild           |
| ---------------------- | ----------- | --- | ------------- | -------------- |
| Reuenthal 1 (Standort) | Scheune     | eingeschossiger Fachwerkbau mit Satteldach, 1583, zum Wohnhaus umgebaut | D-6-76-165-27 | Scheune        |
| Reuenthal 9 (Standort) | Wassermühle | sogenannte Nithardsmühle, angeblich an Stelle des Geburtshauses des Minnesängers Neidhart von Reuenthal, durch Hanglage bedingter ein- bis dreigeschossiger Satteldachbau, Dach am Westgiebel bis zum 1. Obergeschoss heruntergezogen, Giebel verschindelt, 1838, im Kern vermutlich älter, rückwärtiger Winkelanbau mit Mühlentechnik, verputztes Fachwerkobergeschoss mit Satteldach über zwei Sandsteingeschossen, 2. Hälfte 19. Jahrhundert | D-6-76-165-28 | weitere Bilder |

### Weckbach
| Lage                       | Objekt                                | Beschreibung | Akten-Nr.     | Bild |
| -------------------------- | ------------------------------------- | --- | ------------- | ---- |
| Gönzer Straße 1 (Standort) | Bildstock                             | Pfeiler und Satteldach-Nischengehäuse mit Kreuzbekrönung, monolithischer Sandstein, bezeichnet 1766 | D-6-76-165-30 | BW   |
| Gönzer Straße 1 (Standort) | Katholische Filialkirche St. Wolfgang | Langhaus mit fluchtendem dreiseitigem Chor, Putzbau mit Werksteinkanten, -rahmungen und Wappentafel, Sandstein, im Kern 1485/87, Langhausverlängerung um 1776; ehemals Giebelreiter verschiefert mit Pyramidenhelm; Sakristeianbau im Chorscheitel, 19. Jahrhundert; abermalige Langhausverlängerung unter Versetzung des barocken Hauptportals und einer mittelalterlichen Schlüssellochscharte 1978; mit Ausstattung | D-6-76-165-29 | BW   |

### Wiesenthal
| Lage                  | Objekt    | Beschreibung                                                                                        | Akten-Nr.     | Bild |
| --------------------- | --------- | --------------------------------------------------------------------------------------------------- | ------------- | ---- |
| Hausgarten (Standort) | Bildstock | Pfeiler und Satteldach-Nischengehäuse mit Kreuzbekrönung, monolithischer Sandstein, bezeichnet 1706 | D-6-76-165-31 | BW   |

### Ehemalige Baudenkmäler
| Lage                             | Objekt       | Beschreibung                                         | Akten-Nr.     | Bild |
| -------------------------------- | ------------ | ---------------------------------------------------- | ------------- | ---- |
| Auf dem Gotthardsberg (Standort) | Klosterruine | im Kern 12. Jahrhundert (halber Anteil der Gemeinde) | D-6-76-165-19 | BW   |